# Belgradpalatset

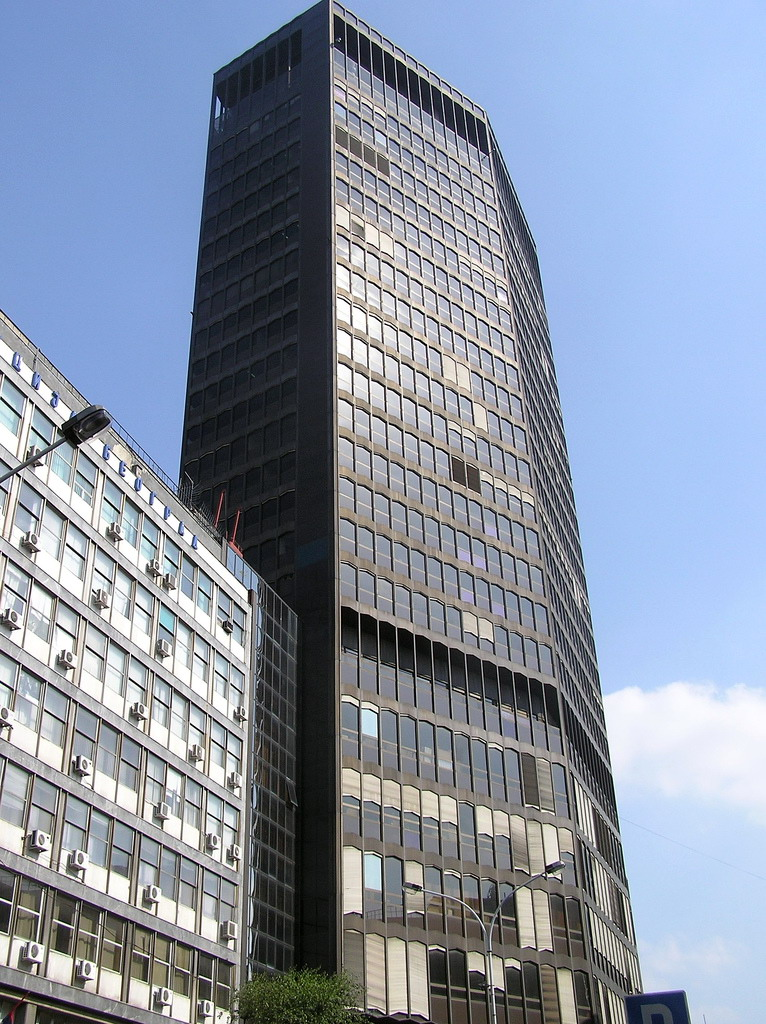
Belgradpalatset

Belgradpalatset (serb. Палата Београд / Palata Beograd, även känt som "Beograđanka") är en byggnad färdigställd 1974 i Belgrad, Serbien. Byggnaden ritades av arkitekten Branko Pešić. Den har 30 våningar och är 101 meter hög.
Hyresgäster är bland andra TV-kanalen Studio B, tidningen Blic, Ikea och Chrysler. På högsta våningen finns en restaurang som inte har varit i bruk sen 1990-talet av säkerhetsskäl. Det finns planer på att återöppna restaurangen, liksom att fräscha upp hela byggnaden.